# Верхола Трохим Федорович
Трохи́м Фе́дорович Верхо́ла (1883 — 1922) — український громадський діяч, маляр.

## Біографія
Походив із селян Сатанова. Перебував на засланні в Сибіру, у Томську. 1917 року Верхолу було обрано членом Всеросійських установчих зборів.
За часів Української Народної Республіки був головою «Просвіти», головою повітової земської управи та повітовим комісаром у Проскурові (нині Хмельницький). Делегат на Всеукраїнський національний конгрес.
1917 року видав у Проскурові дві книжечки: «Наше минуле і сучасне» і «Про „Просвіти“ (Поради, як заснувати сільські і містечкові „Просвіти“)».
Після поразки визвольних змагань перебував на еміграції у Львові.

### Вшанування пам'яті
Від 28 квітня 2022 року іменем Трохима Верхоли зветься одна з вулиць у Хмельницькому, в мікрорайоні Книжківці (до того називалася на честь Григорія Щерби).